# Spaceman: Eine kurze Geschichte der böhmischen Raumfahrt
Spaceman: Eine kurze Geschichte der böhmischen Raumfahrt ist ein Abenteuerfilm und ein Science-Fiction-Drama von Johan Renck, das im Februar 2024 bei den Internationalen Filmfestspielen Berlin seine Premiere feierte und ist am 1. März 2024 in das Programm von Netflix aufgenommen worden. Der Film basiert auf dem Roman Eine kurze Geschichte der böhmischen Raumfahrt von Jaroslav Kalfař. Die von Adam Sandler gespielte Hauptfigur der Geschichte ist der Kosmonaut Jakub Procházka, der auf eine Ein-Mann-Mission zum Rand des Sonnensystems geschickt wird, wo er mysteriösen Urstaub sammeln soll. Auf seiner Reise entdeckt er an Bord eine riesige außerirdische Spinne.

## Handlung
Jakub Procházka wurde als Kind Waise und wuchs bei seinen recht eigenwilligen Großeltern auf dem Land in Tschechien auf. Er ist vom kleinen Wissenschaftler zum ersten Kosmonauten des Landes aufgestiegen. In einer gefährlichen Solo-Mission soll er den Staub der Chopra-Wolke untersuchen. Als er in die unbekannten Weiten des Weltalls startet, lässt er seine schwangere Ehefrau Lenka auf der Erde zurück.
Sechs Monate später, als sich Jakub mit der JanHus1 hinter dem Jupiter befindet, kann er Lenka nicht mehr über die Kommunikationseinheit erreichen, die in ihrem Haus installiert wurde.
Jakubs kommandierende Offizierin Tuma hat entschieden, dass eine Nachricht Lenkas an Jakub, in der sie ihm mitteilt, sich von ihm getrennt zu haben, nicht zur JanHus1 übermittelt wird. Sie befürchtet, diese könne den eh bereits psychisch destabilen Kosmonauten völlig aus der Bahn werfen.
Jakub entdeckt an Bord des Raumschiffs ein riesiges, spinnenartiges Wesen, das ihn fortan begleitet und sich mit ihm unterhält. Es verließ nach der Invasion einer verfeindeten Spezies seine Heimatwelt und reist durch die Galaxie. Als es das Sonnensystem entdeckte und die Bewohner des Planeten Erde studierte, war es von den Gefühlen der Menschen fasziniert. Als es dann den einsamen Jakub in seinem Raumschiff weit weg von seinem Heimatplaneten entdeckte, fühlte es sich in einer ganz ähnlichen Situation und beschloss, ihm zu helfen.
Jakub tauft das fremde Wesen Hanuš, nach Meister Hanuš, der die Astronomische Uhr in Prag konstruierte. Das Wesen will Jakub aufgrund dessen Einsamkeit helfen. Hanuš macht sich in Jakubs Erinnerungen auf die Suche nach solchen, die sein Kennenlernen von Lenka und die mit ihr erlebten Höhen und Tiefen zeigen. Hanuš bringt diese Erinnerungen wieder nach oben und spricht mit Jakub darüber.
Beim Durchforsten seiner Erinnerungen erfährt Hanuš mehr über Jakub: Sein Vater war ein Informant der Kommunistischen Partei der Tschechoslowakei und wurde getötet, als Jakub noch klein war. Jakubs Tätigkeit als Kosmonaut ist dabei auch ein Versuch, die Sünden des Vaters wiedergutzumachen. Er lernte Lenka kennen, vernachlässigte sie aber oft, da er sich mehr auf seine Karriere als Kosmonaut konzentrierte, und war auch nicht bei ihr, als sie eine Fehlgeburt erlitt. Hanuš, desillusioniert von dem, was er gesehen hat, verlässt das Schiff und lässt Jakub verzweifelt zurück.
Jakub überzeugt einen Techniker auf der Erde, Lenka eine Nachricht zu überbringen, in der er sie um Verzeihung bittet. Hanuš kehrt daraufhin zurück und offenbart, dass er aufgrund einer parasitären Infektion, die seine gesamte Spezies ausgelöscht hat, im Sterben liegt.
Die beiden erreichen schließlich die Chopra-Wolke, die sich als ein Überbleibsel vom Beginn des Universums entpuppt und in der jeder Moment der Zeit gleichzeitig existiert. Hanuš bricht auf, um im Weltraum zu sterben, aber Jakub folgt ihm. In der Wolke kommt Jakub zu dem Schluss, dass er nur bei seiner Frau sein möchte. Hanuš stirbt an den Folgen der Infektion, und Jakub wird von einem südkoreanischen Raumschiff aufgegriffen. Jakub und Lenka sprechen wieder miteinander.

## Literarische Vorlage
Der Film basiert auf dem Roman Eine kurze Geschichte der böhmischen Raumfahrt von Jaroslav Kalfař. Darin startet der Professor für Astrophysik Jakub Procházka mit der JanHus 1 in den Himmel. Er ist das einzige Mitglied der Besatzung, und die Mission der erste Versuch Tschechiens, in die Raumfahrt einzusteigen. Die ganze Nation verfolgt dieses historische Ereignis mit. Nach dreizehn eintönigen Wochen im All ist der Forscherdrang Jakubs jedoch beinahe erloschen. Einziger Lichtblick sind die wöchentlichen Video-Chats mit seiner Frau Lenka. Die Geschichte findet im Jahr 2018 statt.
Jaroslav Kalfař wurde 1989 in Prag geboren und migrierte im Alter von 15 Jahren in die USA zu seiner Mutter. Er studierte Literatur, Politik und europäische Geschichte und belegte anschließend einen Master in Kreativem Schreiben an der University of New York. Heute lebt und arbeitet Jaroslav Kalfař in Brooklyn. Eine kurze Geschichte der böhmischen Raumfahrt war sein erster Roman.

## Produktion

### Drehbuch und Regie

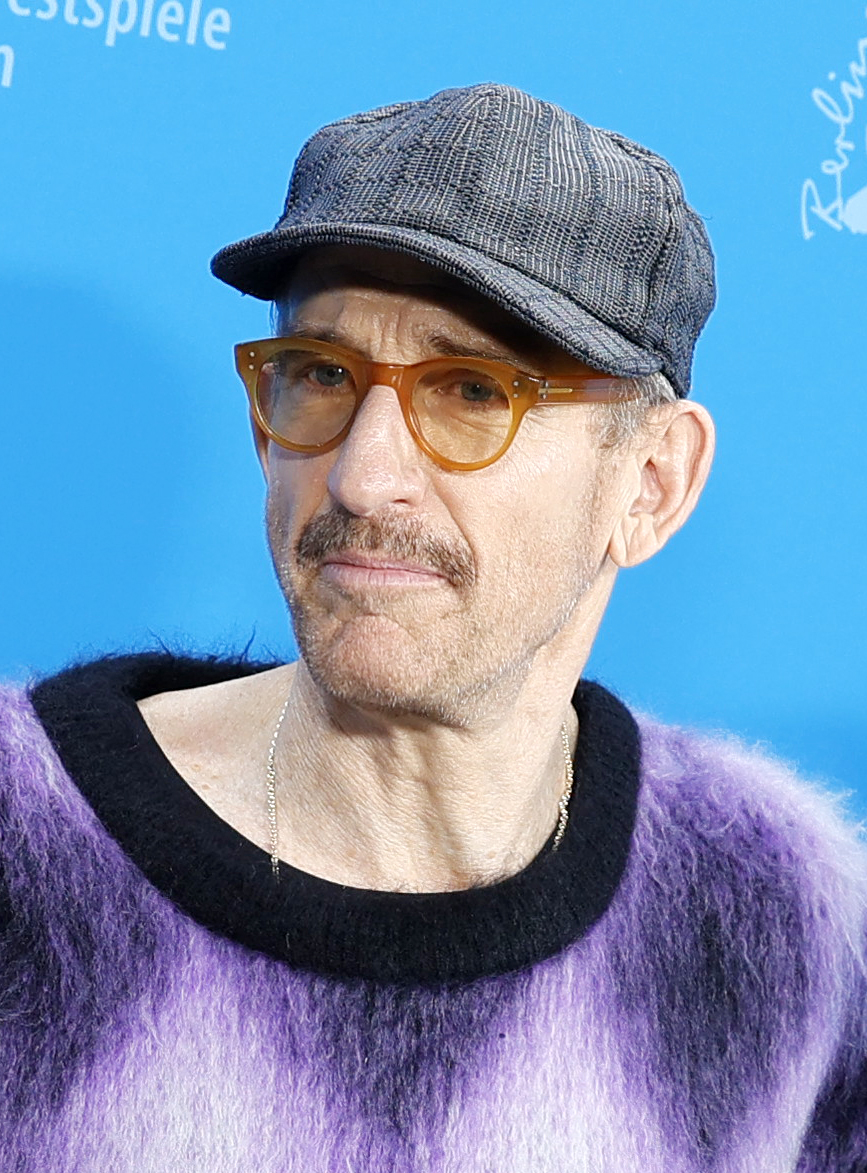
Regisseur Johan Renck

Kalfařs Roman wurde von Colby Day für den Film adaptiert. Regie führte Johan Renck. Es handelt sich für ihn bei Spaceman um seinen ersten Spielfilm nach Downloading Nancy von 2008, nachdem er zwischenzeitlich bei Fernsehserien und Musikvideos Regie führte, unter anderem für Künstler wie David Bowie, Madonna, New Order und Beyoncé. Bekannt wurde Renck vor allem als Regisseur der erfolgreichen Miniserie Chernobyl.
Nach eigenen Aussagen sieht der Regisseur Spaceman weniger als Science-Fiction-Film, sondern eher als eine Liebesgeschichte mit einer einzigartigen und spezifischen Kulisse, in der es um Isolation, Distanziertheit und die Unerreichbarkeit der Liebe geht. Jakub könnte genauso gut auch alleine über den Pazifischen Ozean segeln.

### Besetzung und Synchronisation
Adam Sandler spielt den erwachsenen Jakub, Petr Papánek spielt ihn als Jugendlichen. In weiteren Rollen sind Carey Mulligan als seine Ehefrau Lenka, Kunal Nayyar als Peter, der in der Kontrollstation arbeitet und in ständigem Kontakt mit Jakub steht, und Isabella Rossellini als Tuma zu sehen. Paul Dano leiht Hanuš seine Stimme. Der Regisseur beschreibt Hanuš als eine Stimme der Vernunft für Jakub, ein Geschöpf, das seit Anbeginn der Zeit existiert und den einsamen Astronauten besucht, um ihm bei der Lösung seiner Probleme zu helfen. Hanuš zeige, dass wir nicht allein im Universum sind.
Die deutsche Synchronisation entstand nach einem Dialogbuch von Sven Hasper und der Dialogregie von Axel Malzacher im Auftrag der FFS Film- & Fernseh-Synchron GmbH in Berlin.

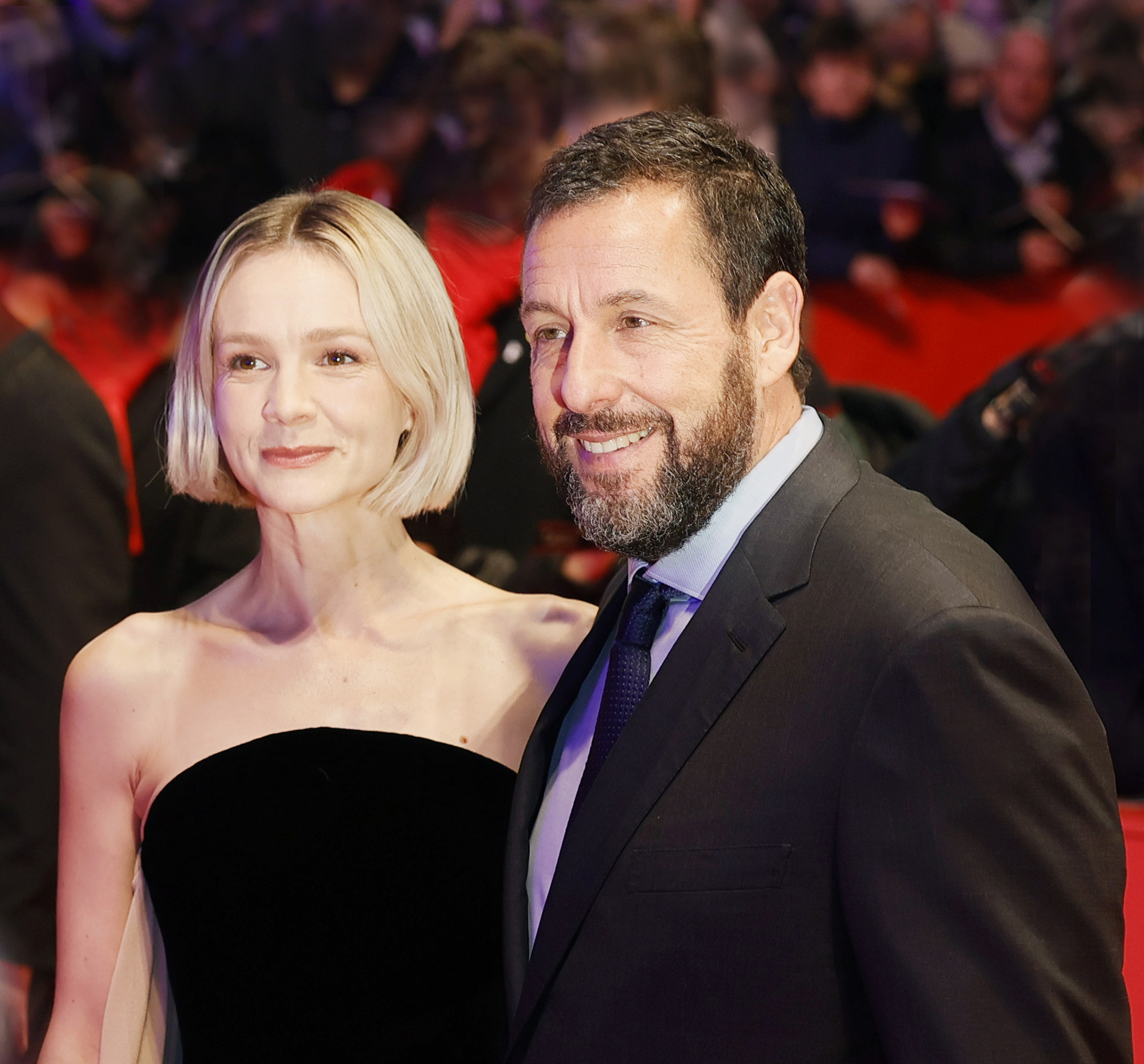
Carey Mulligan und Adam Sandler im Februar 2024 bei der Premiere des Films bei der Berlinale

| Darsteller/Originalsprecher | Synchronsprecher   | Rolle                  |
| --------------------------- | ------------------ | ---------------------- |
| Adam Sandler                | Dietmar Wunder     | Jakub Procházka        |
| Petr Papánek                | Finn Posthumus     | Jakub Procházka (jung) |
| Carey Mulligan              | Maria Koschny      | Lenka Procházka        |
| John Flanders               | Frank Röth         | Gregor                 |
| Isabella Rossellini         | Susanna Bonasewicz | Tuma                   |
| Kunal Nayyar                | Marius Clarén      | Peter                  |
| Lena Olin                   | Petra Barthel      | Zdena                  |
| Paul Dano                   | Timmo Niesner      | Hanuš                  |

### Dreharbeiten, Creature Design und Szenenbild
Die Dreharbeiten fanden ab Juni 2021 in Prag statt, im historischen Zentrum und im nördlichsten Bezirk der Stadt. Weitere Aufnahmen entstanden in anderen Teilen Böhmens und in New York. Als Kameramann fungierte Jakob Ihre, mit dem Renck bereits für Chernobyl zusammenarbeitete. Zur Simulation von Schwerelosigkeit wurde Sandler an Drähten aufgehängt, die an seiner Hüfte befestigt waren. Am Set wurde auch eine Plüschtierspinne aufgehängt, damit der Schauspieler und der Kameramann wussten, wo die von Carlos Huant designte und von VFX-Supervisor Matt Sloan und Animation Supervisor Brett Purmal digital zum Leben erweckte Spinne Hanuš im Film platziert ist.
Das Szenenbild gestaltete Jan Houllevigue. Um die im Raumschiff herrschende Enge und ein klaustrophobisches Gefühl zu vermitteln, entwarf er dieses in der Art eines U-Boots. Jakubs kleines Raumschiff ist in Module unterteilt und in seiner Ästhetik brutalistisch.

### Filmmusik und Veröffentlichung

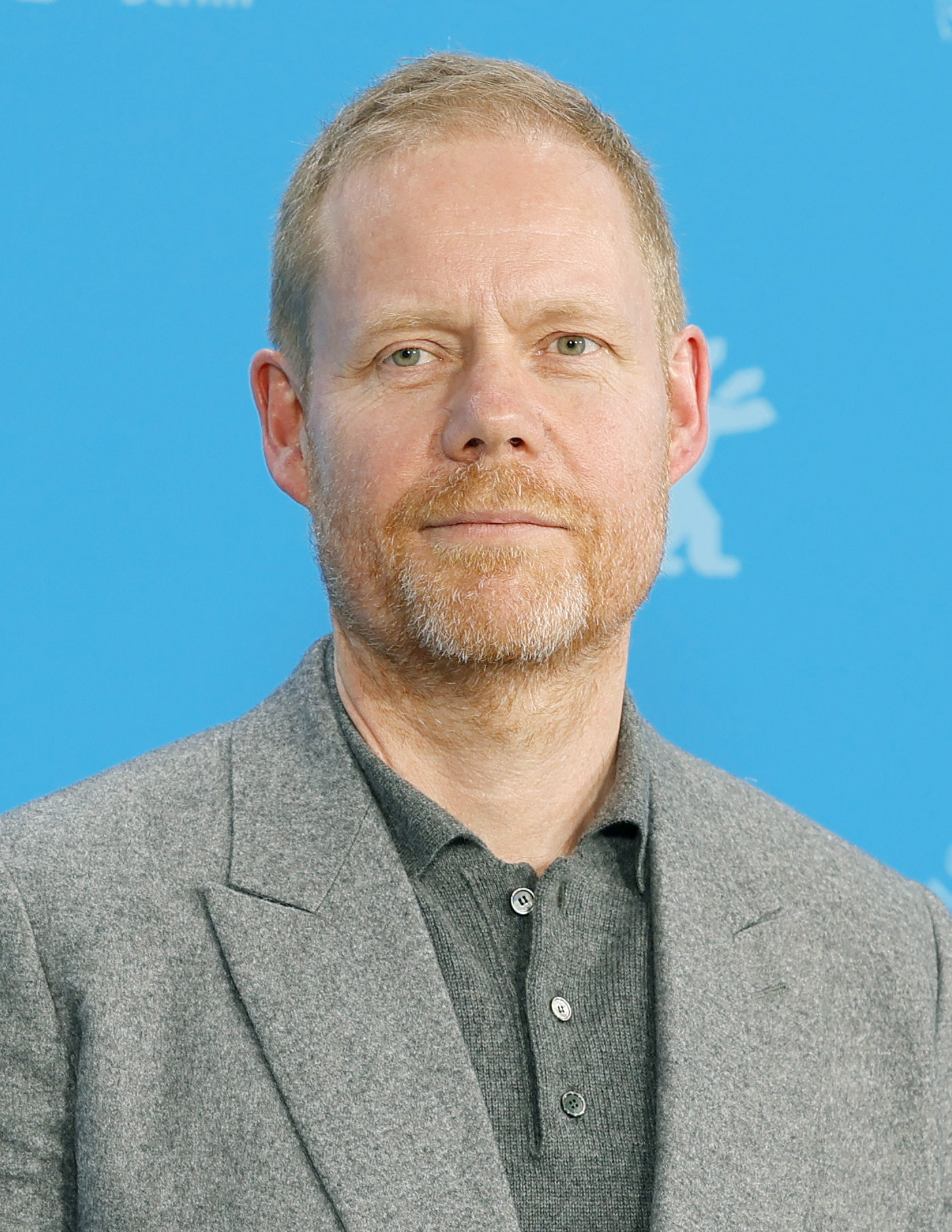
Komponist Max Richter

Die Filmmusik komponierte der in Deutschland geborene britische Komponist Max Richter, der bereits für den Science-Fiction-Film Ad Astra von James Gray tätig war. Renck wollte, dass die Musik nicht wie von Menschenhand gemacht klingt und etwas von der Science-Fiction-Atmosphäre von Filmen aus den 1970er Jahren hat. Das Soundtrack-Album mit insgesamt 17 Musikstücken soll am 1. März 2024 von Decca Records und Netflix Music als Download veröffentlicht werden. Der Song Don’t Go Away wurde vorab veröffentlicht.
Der erste Trailer wurde im Dezember 2023 veröffentlicht. Die Weltpremiere fand am 21. Februar 2024 bei den Internationalen Filmfestspielen Berlin statt, wo der Film in der Reihe Berlinale Special gezeigt wird. Am 1. März 2024 wurde der Film in das Programm von Netflix aufgenommen.

## Rezeption
Der Film stieß auf eine gemischte Resonanz von Kritikern. Bei Rotten Tomatoes hält er ein Bewertung von 50 Prozent. Auf Metacritic hält Spaceman 55 von 100 Punkten, basierend auf 35 ausgewerteten Kritiken.

## Altersempfehlung
In den deutschsprachigen Ländern wird Spaceman von Netflix ab 12 Jahren empfohlen. In den USA erhielt der Film von der MPAA ein R-Rating, was einer Freigabe ab 17 Jahren entspricht.